# Chrysoplatycerus flavicollis
Chrysoplatycerus flavicollis är en stekelart som först beskrevs av De Santis 1972.  Chrysoplatycerus flavicollis ingår i släktet Chrysoplatycerus och familjen sköldlussteklar. Inga underarter finns listade i Catalogue of Life.